# Sint-Pieterskerk (Middelburg)
De Sint-Pieterskerk was een rooms-katholieke kerk in Middelburg, gebouwd in 1846. De kerk, gebouwd als Waterstaatskerk en gekenmerkt door de neoclassicistische stijl, stond aan de Lange Noordstraat achter het stadhuis. De naam werd ontleend aan de voormalige Noordmonsterkerk die eveneens aan Sint Pieter was gewijd. In mei 1940 werd de kerk volledig verwoest door het bombardement op Middelburg en de daaropvolgende stadsbrand. Na de oorlog, in 1951, werd een nieuwe kerk in gebruik genomen, de Petrus en Pauluskerk.

## Geschiedenis
Nadat Middelburg in 1574, na een beleg van twee jaar, in handen van Oranje viel, moesten alle rooms-katholieke geestelijken verplicht de stad verlaten. Alle kerken werden gesloten, gesloopt of in gebruik genomen voor de hervormde eredienst. Rooms-katholieke erediensten werden niet getolereerd en er stonden zware straffen op, maar vonden nog wel in het geheim plaats. Pas in 1678 was er weer een aanwezigheid van een Roomse kerk toen een pand aan de Blauwedijk werd ingericht als schuilkerk. In 1799 werd ook de Gasthuiskerk toegewezen. De schuilkerk, nog in gebruik als parochiekerk, raakte de jaren daarna meer in verval. Toen Koning Willem II in augustus 1841 Middelburg bezocht vroegen de toenmalige pastoor, Toorenent, en enkele kerkmeesters een audiëntie bij hem aan om deze bouwvallige staat te bespreken. Nadat Willem II op de hoogte was besteld bezocht hij zelf de parochie en beloofde de zaak te melden bij het Ministerie van Eredienst waarmee de roomse gemeente in gesprek moest gaan. Aan de Lange Noordstraat werd grond aangekocht en vanuit het Ministerie van Waterstaat werd architect J. Bourdrez aangewezen. In 1846 kon het gebouw worden geconsacreerd door mgr. Cornelis Ludovicus baron de Wijkerslooth, titulair bisschop van Curium. De Gasthuiskerk werd reeds in 1845 verkocht aan de Christelijke Afgescheiden Gemeente, de schuilkerk werd in 1847 verkocht en in 1871 afgebroken om plaats te maken voor het Kanaal door Walcheren.  
Op 17 mei 1940 werd de kerk volledig verwoest tijdens het bombardement op Middelburg. Het Militair Tehuis aan de Bogardstraat werd ingericht als noodkerk. De twee heiligenbeelden werden van de gevel getakeld en voor deze noodkerk gezet, maar waren in een slechte staat zodat ze in 1944 zijn gesloopt. In eerste instantie zou de kerk herbouwd worden, maar deze plannen werden gestaakt, mede doordat het stratenplan werd gewijzigd. Uiteindelijk werd er een stuk grond toegewezen aan de Lombardstraat waar een nieuwe kerk werd gebouwd in neoromaanse stijl.

## De kerk
De neoclassicistische voorgevel werd gekenmerkt door twee beelden van de patroonheiligen Petrus en Paulus die in nissen waren geplaatst tussen de vier Korinthische pilasters. De begane grond van de kerk was verhoogd ten opzichte van het straatniveau. Hierdoor was de deur ook hoger geplaatst en bereikbaar via een trap van drie treden. De gevel werd bekroond door een fronton. Daarachter stond, op een vierkante verhoging, een koepelvormige toren waarin een luidklok was geplaatst. 
Tijdens het pastoraat van J.J. Brügemann (1906-1936) werd het kerkgebouw inwendig gerestaureerd en verfraaid.  Zo werden er in 1913 nieuwe ramen geplaatst, de stoelen werden vervangen door banken en er werd opnieuw geschilderd. In 1917 werd er een nieuw hoogaltaar geplaatst en in 1925 een nieuwe communiebank. In 1931 werd een schilderij, getiteld Onze Lieve Vrouw van den Polder, in de kerk geplaatst. In 1932 werd hiervoor een nieuw Maria-altaar ingewijd door de bisschop van Haarlem, mgr. J.D.J. Aengenent.